# ISO 3166-2:BF
ISO 3166-2:BF é o subconjunto de códigos definidos em ISO 3166-2, parte do padrão ISO 3166 publicado pela Organização Internacional para Padronização (ISO), para os nomes das principais subdivisões de Burquina Fasso.
Atualmente para Burquina Fasso, ISO 3166-2 códigos são definidos dois níveis de subdivisões:
- 13 regiões
- 43 províncias

Cada código é composto de duas partes, separadas por um hífen. A primeira parte é BF, o código ISO 3166-1 alfa-2 de Burquina Fasso, A segunda parte é um dos seguintes procedimentos:
- Regiões: dois dígitos (01-13)
- Províncias: Três letras

## Códigos atuais
Códigos ISO 3166 e nomes das subdivisões estão listadas como é o padrão oficial publicada pela Agência de Manutenção (ISO 3166/MA).
As colunas podem ser classificadas clicando nos respectivos botões.

## Regiões
| Código | Região                 |
| ------ | ---------------------- |
| BF-01  | Meandro do Volta Negro |
| BF-02  | Cascades               |
| BF-03  | Centro                 |
| BF-04  | Centro-Este            |
| BF-05  | Centro-Norte           |
| BF-06  | Centro-Oeste           |
| BF-07  | Centro-Sul             |
| BF-08  | Este                   |
| BF-09  | Altas Bacias           |
| BF-10  | Norte                  |
| BF-11  | Plateau-Central        |
| BF-12  | Sahel                  |
| BF-13  | Sul-Oeste              |

## Províncias
| Código | Província  | Na região |
| ------ | ---------- | --------- |
| BF-BAL | Balé       | 01        |
| BF-BAM | Bam        | 05        |
| BF-BAN | Banwa      | 01        |
| BF-BAZ | Bazéga     | 07        |
| BF-BGR | Bougouriba | 13        |
| BF-BLG | Boulgou    | 04        |
| BF-BLK | Boulkiemdé | 06        |
| BF-COM | Comoé      | 02        |
| BF-GAN | Ganzourgou | 11        |
| BF-GNA | Gnagna     | 08        |
| BF-GOU | Gourma     | 08        |
| BF-HOU | Houet      | 09        |
| BF-IOB | Ioba       | 13        |
| BF-KAD | Kadiogo    | 03        |
| BF-KEN | Quenedugu  | 09        |
| BF-KMD | Komondjari | 08        |
| BF-KMP | Kompienga  | 08        |
| BF-KOS | Kossi      | 01        |
| BF-KOP | Koulpélogo | 04        |
| BF-KOT | Kouritenga | 04        |
| BF-KOW | Kourwéogo  | 11        |
| BF-LER | Léraba     | 02        |
| BF-LOR | Loroum     | 10        |
| BF-MOU | Mouhoun    | 01        |
| BF-NAO | Nahouri    | 07        |
| BF-NAM | Namentenga | 05        |
| BF-NAY | Nayala     | 01        |
| BF-NOU | Noumbiel   | 13        |
| BF-OUB | Oubritenga | 11        |
| BF-OUD | Oudalan    | 12        |
| BF-PAS | Passoré    | 10        |
| BF-PON | Poni       | 13        |
| BF-SNG | Sanguié    | 06        |
| BF-SMT | Sanmatenga | 05        |
| BF-SEN | Séno       | 12        |
| BF-SIS | Sissili    | 06        |
| BF-SOM | Soum       | 12        |
| BF-SOR | Sourou     | 01        |
| BF-TAP | Tapoa      | 08        |
| BF-TUI | Tuy        | 09        |
| BF-YAG | Yagha      | 12        |
| BF-YAT | Yatenga    | 10        |
| BF-ZIR | Ziro       | 06        |
| BF-ZON | Zondoma    | 10        |
| BF-ZOU | Zoundwéogo | 07        |

## Mudanças
As seguintes alterações para a entrada foram anunciadas em boletins pela ISO 3166/MA desde a primeira publicação da ISO 3166-2, em 1998:
| Boletim | Data da publicação  | Descrição da alteração no boletim                           |
| ------- | ------------------- | ----------------------------------------------------------- |
| II-2    | 30 de junho de 2010 | Atualização da estrutura administrativa e da fonte de lista |